# Friedrichsberg (Abtswind)
Friedrichsberg ist ein Gemeindeteil des Marktes Abtswind im unterfränkischen Landkreis Kitzingen. 

## Geografische Lage
Die Einöde liegt am gleichnamigen Berg (473 m ü. NHN) am Rande des Steigerwaldes, der sich im Südosten des Abtswinder Gemeindegebietes erhebt. Nördlich führt die Bundesautobahn 3 an dem Berg vorbei, während sich im Osten der Geiselwinder Ortsteil Rehweiler befindet. Im Süden beginnt der Steigerwald. Der Dörnertsberg liegt Friedrichsberg am nächsten. Im Westen befindet sich Rüdenhausen. Der Gemeindeteil liegt inmitten der Schutzzone des Naturparks Steigerwald, an seinem Hang liegen die sogenannten Ortelsbrüche, ein Geotop. Sie lieferten die Steine für den Bau der Würzburger Residenz.

## Geschichte
Der Friedrichsberg wurde erstmals im Jahr 1735 besiedelt. Der Casteller Graf Johann Friedrich zu Castell-Rüdenhausen errichtete damals das Schloss Friedrichsberg als Sommersitz und Jagddomizil. Nach der Auflösung der Grafschaft entwickelte sich der Friedrichsberg zu einem beliebten Ausflugsziel für die Gäste aus den Städten der Umgebung. Nach dem Zweiten Weltkrieg errichtete man ein modernes Ausflugslokal mit einer Aussichtsterrasse.

## Kultur und Sehenswürdigkeiten

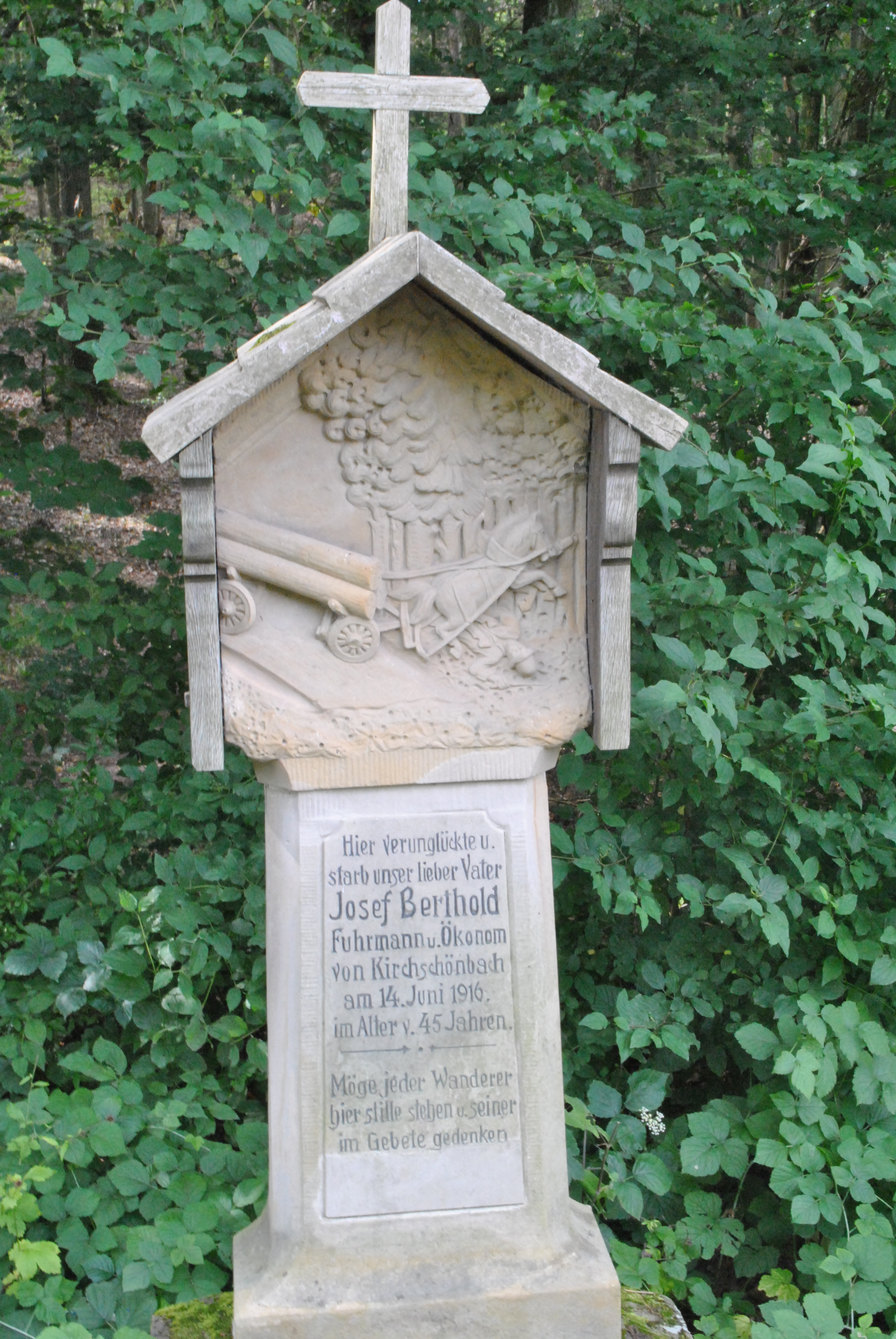
Der Gedenkstein am Friedrichsberg

### Baudenkmäler
Das Schloss ist ein schlichter zweigeschossiger Bau mit einem ausladenden Walmdach. Es wurde im Jahr 1735 errichtet und mit einem Wappen der Familie Castell über dem Portal verziert. An der Straße nach Rehweiler hat sich ein Gedenkstein aus Sandstein erhalten, der nach einem Unglücksfall im Jahr 1916 aufgestellt wurde. Ein weiteres Denkmal erinnert an den letzten Jagdgang des Fürsten Wolfgang zu Castell-Rüdenhausen.
Am Friedrichsberg gibt es riesige Sandsteinbrüche, die im 18. Jahrhundert dreimal der Anlaufpunkt des Würzburger Hofbaumeisters Balthasar Neumann waren. Er fand dort die Steine für den Bau der Residenz.

### Sage
Ähnlich wie in Castell und auf dem Gebiet der Wüstung Dürnitz in der heutigen Flurlage Dörnertsberg existiert auch in Friedrichsberg die Sage vom sogenannten Sulzemännle, das Wanderer im Steigerwald in die Irre führen soll.
Benannt ist das Männchen nach der Sulze, einem Waldstück unmittelbar neben dem Friedrichsberg. Das Sulzemännle schmeichelte den Wanderern oder zürnte ihnen und brachte es so fertig, dass sie sich verirrten. Eines Tages traf es sogar den Leibjäger des Grafen Wolfgang zu Castell. Der erfahrene Jäger war auf einem Pirschgang vom Sulzemännle so in die Irre geleitet worden, dass er die ganze Nacht im Kreis gelaufen ist.